# John Crook
John Anthony Crook (5 novembre 1921 - 7 septembre 2007)  est un professeur d'histoire ancienne à l'Université de Cambridge et une autorité sur le droit et la vie de la Rome antique. Il a écrit plusieurs chapitres pour le Cambridge Ancient History et est un linguiste accompli .

## Jeunesse
Crook est né à Balham, au sud de Londres et fait ses études au Dulwich College. Il reçoit une bourse du London County Council pour fréquenter le St. John's College de Cambridge en 1939, et poursuit avec des études de troisième cycle à l'Université d'Oxford .

## Carrière académique
Crook est d'abord nommé maître de conférences universitaire en lettres classiques à l'Université de Reading. Il retourne à St. John's en 1951 en tant que Fellow du College and University en Classiques, puis est professeur d'histoire ancienne.
Il garde le même bureau à St John's pendant 55 ans et à la College Classical Society, qui s'est réunie dans son bureau pendant 50 ans, il tente de faire chanter la société en latin. L'une de ses chansons préférées est « Waltzing Matilda », dans laquelle le refrain commence par le mot latin signifiant swag : « ambiclitella ! ambiclitella !
Après avoir été nommé Fellow en 1970, Crook démissionne de la British Academy en 1980, pour protester contre leur échec à expulser l'historien de l'art britannique et espion soviétique Anthony Blunt .
Pour marquer son 80e anniversaire en 2001, il reçoit un Festschrift, Thinking Like a Lawyer, coordonné par Paul McKechnie .

## Service militaire
Pendant la Seconde Guerre mondiale, Crook est enrôlé dans le 9th Royal Fusiliers en 1942. Il sert au Moyen-Orient et en Afrique du Nord avant d'être capturé lors du débarquement allié en Italie en 1943. Il est envoyé au Stalag VIII-B à Lamsdorf en Silésie en tant que prisonnier de guerre. Dans ce camp, il apprend l'allemand et enseigne les langues à d'autres prisonniers. Il pratique la clarinette, le même instrument que son père, un musicien militaire. Il développe également son jeu d'acteur dans des rôles shakespeariens . Il a commencé son service militaire en tant que soldat, mais termine comme sergent dans le Royal Army Educational Corps .

## Bourse John Crook
La bourse John Crook est attribuée à des étudiants qui préparent un deuxième diplôme de deux ans au St John's College de Cambridge .

## Publications
- Consilium Principis : Conseils et conseillers impériaux d'Auguste à Dioclétien . Cambridge University Press, Cambridge, 1955.
- Loi et Vie de Rome . Thames et Hudson, Londres, 1967.
- Plaidoyer juridique dans le monde romain . Duckworth, Londres, 1995. (ISBN 0715626507)